# Baréin en los Juegos Olímpicos de Tokio 2020
Baréin estuvo representado en los Juegos Olímpicos de Tokio 2020 por un total de 32 deportistas, 25 hombres y siete mujeres, que compitieron en cinco deportes.
Los portadores de la bandera en la ceremonia de apertura fueron el jugador de balonmano Husain Alsayad y la nadadora Nur Yusuf Abdulá.

## Medallistas
El equipo olímpico bareiní obtuvo las siguientes medallas:
| Nombre             | Deporte   | Competición |
| ------------------ | --------- | ----------- |
| Oro                |           |             |
| —                  |           |             |
| Plata              |           |             |
| Kalkidan Gezahegne | Atletismo | 10 000 m F  |
| Bronce             |           |             |
| —                  |           |             |